# Justin Chon
Justin Jitae Chon (ur. 29 maja 1981 w Irvine, Kalifornia) – amerykański aktor filmowy i telewizyjny, występował w roli Erica Yorkie w filmie Zmierzch oraz Petera Wu w Wendy Wu.
Urodził się w Kalifornii, jednak z pochodzenia jest Koreańczykiem.

## Filmografia
Filmy fabularne
- Saga „Zmierzch”: Przed świtem – część 1 (Twilight Saga: Breaking Dawn Part 1)  (2011) jako Eric Yorkie
- Saga „Zmierzch”: Zaćmienie (Twilight Saga: Eclipse)  (2010) jako Eric Yorkie
- Balls Out: Gary the Tennis Coach (2009) jako Joe Chang
- Crossing Over (2009) jako młody Kim
- Saga „Zmierzch”: Księżyc w nowiu (Twilight Saga: New Moon)  (2009) jako Eric Yorkie
- Zmierzch (Twilight) (2008) jako Eric Yorkie
- Cięcie (Hack!) (2007) jako Ricky
- Życie na całego (Puff, Puff, Pass) (2006) jako Bobbi
- Fleetwood (2006) jako Rong
- Wendy Wu (Wendy Wu: Homecoming Warrior) (2006) jako Peter Wu
- nieletni / pełnoletni (21 and Over)  (2013) jako Jeff Chang

Seriale telewizyjne
- Just Jordan (2007) jako Tony Lee
- Życie na fali (O.C., The) (2003–2007) jako Big Korea (gościnnie)